# Fußballklub Austria Wien
El Fußballklub Austria Wien és un club de futbol austríac, de la ciutat de Viena. Va ser fundat el 1911 i actualment juga a la primera divisió de la Bundeslliga austríaca. L'estadi de l'Austria Wien és el Franz Horr Stadion, inaugurat el 1982 i amb capacitat per a 11.800 espectadors. A les competicions internacionals ocupa l'Ernst Happel Stadion, amb capacitat per a 50.000 espectadors.

## Història
El club va ser fundat el 12 de març de 1911 amb el nom de Wiener Amateur Sportvereinigung per jugadors del Vienna Cricket -and Football- Club i adoptant els colors violeta i blanc. Guanyà el seu primer campionat el 1924. L'Amateure, com era conegut, canvià el seu nom per Austria el 1926, en esdevenir un club professional.
Als anys 30 visqué una de les èpoques més brillants, guanyant dues copes Mitropa (1933, 1936). Destacava a l'equip un dels millors jugadors mundials del moment Matthias Sindelar. Durant l'ocupació alemanya del país (1938–1945), el club mantingué el nom malgrat l'oposició del règim nazi. Els anys 60 iniciaren una brillant època per al club amb 16 campionats en 33 temporades, entre 1960 i 1993. Destacaren al club Ernst Ocwirk a la banqueta i els jugadors Horst Nemec, Ernst Fiala, Johann Geyer i Horst Hirnschrodt. A partir dels 70 grans jugadors del club foren Herbert Prohaska, Felix Gasselich, Tibor Nyilasi i Toni Polster.

## Palmarés

### Tornejos nacionals
- Bundeslliga austríaca (23): 1924, 1926, 1949, 1950, 1953, 1961, 1962, 1963, 1969, 1970, 1976, 1978, 1979, 1980, 1981, 1984, 1985, 1986, 1991, 1992, 1993, 2003, 2006
- Copa d'Àustria (27): 1921, 1924, 1925, 1926, 1933, 1935, 1936, 1948, 1949, 1960, 1962, 1963, 1967, 1971, 1974, 1977, 1980, 1982, 1986, 1990, 1992, 1994, 2003, 2005, 2006, 2007, 2009
- Supercopa d'Àustria (6): 1990, 1991, 1992, 1993, 2003, 2004

### Tornejos internacionals
- Copa Mitropa (1): 1933
- Subcampió de la Recopa d'Europa el 1978

## Jugadors destacats
| - Karl Adamek - Camillo Jerusalem - Walter Nausch - Karl Sesta - Matthias Sindelar | - Josef Stroh - Ernst Melchior - Ernst Ocwirk - Ernst Stojaspal - Karl Stotz | - Ernst Fiala - Horst Nemec - Johann Geyer - Horst Hirnschrodt - Hubert Baumgartner | - Felix Gasselich - Friedl Koncilia - Tibor Nyilasi - Erich Obermayer - Toni Polster | - Herbert Prohaska - Robert Sara - Andreas Ogris |